# Нікопольська міська територіальна громада
Нікопольська міська територіальна громада — територіальна громада в Україні, в новоствореному Нікопольському районі Дніпропетровської області, з адміністративним центром у місті Нікополь.

## Загальна інформація
Площа території — 50,3 км², населення громади — 109 122 особи (2020 р.).

## Населені пункти
До складу громади увійшло м. Нікополь.

## Історія
Утворена у 2020 році, відповідно до розпорядження Кабінету Міністрів України № 709-р від 12 червня 2020 року «Про визначення адміністративних центрів та затвердження територій територіальних громад Дніпропетровської області», з територією та населеними пунктами Нікопольської міської ради Дніпропетровської області у складі.